# Falcon Village
Falcon Village ist ein Census-designated place im Starr County, Texas in den Vereinigten Staaten. Das U.S. Census Bureau hat bei der Volkszählung 2020 eine Einwohnerzahl von 3 ermittelt.

## Demografie
Laut der Volkszählung aus dem Jahre 2000 gab es 32 Haushalte und 22 Familien, die in Falcon Village ansässig waren. Der Median des Einkommen je Haushalt lag bei US$ 39.028, der Median des Einkommens einer Familie bei US$ 37.917. Das Pro-Kopf-Einkommen liegt bei 14.097 US-Dollar. Kein Einwohner lebt unterhalb der Armutsgrenze. Das Durchschnittsalter beträgt 31 Jahre (Stand: 2000).
Von den 32 Haushalten hatten 34,4 % Kinder unter 18 Jahre, die im Haushalt lebten. 65,6 % davon waren verheiratete, zusammenlebende Paare. 3,1 % waren allein erziehende Mütter und 31,3 % waren keine Familien.